# فانتينا
فانتينا (بالإنجليزية: Vanetina)‏ هي منطقة سكنية تقع في سلوفينيا في بلدية سيركفنياك [الإنجليزية]. يقدر عدد سكانها بـ 73 نسمة ومساحتها 1.49 كم2 وترتفع عن سطح البحر 302 متر.